# Combinada nòrdica als Jocs Olímpics d'hivern de 2018
Als Jocs Olímpics d'Hivern de 2018, que se celebraren a la ciutat de Pyeongchang (Corea del Sud), es disputaren tres proves de Combinada nòrdica, totes elles masculines. Les proves se celebraren entre el 14 i el 22 de febrer de 2018.

## Horari de competició
Aquest és el calendari de les proves.
 Tots els horaris són en (UTC+9).
| Data         | Hora  | Prova                               |
| ------------ | ----- | ----------------------------------- |
| 14 de febrer | 15:00 | Individual (trampolí normal/10 km.) |
| 14 de febrer | 17:45 | Individual (trampolí normal/10 km)  |
| 20 de febrer | 19:00 | Individual (trampolí llarg/10 km.)  |
| 20 de febrer | 21:45 | Individual (trampolí llarg/10 km.)  |
| 22 de febrer | 16:30 | Relleus                             |
| 22 de febrer | 19:20 | Relleus                             |

## Qualificacions
Un màxim de 55 esportistes poden participar en aquestes proves, cinc com a molt per Comitè Olímpics Nacional. Els participants són escollits en funció dels punts obtinguts en la copa del món o continental entre juliol de 2016 i el 21 de gener de 2018.

## Participants
Un total de 55 atletes de 16 nacions prenen part en aquestes proves. The number of athletes from each nation are shown in parentheses.
- Alemanya (5)
- Atletes Olímpics de Rússia (1)
- Àustria (5)
- Corea del Sud (1)
- Eslovènia (2)
- Estats Units (5)
- Estònia (2)
- Finlàndia (5)
- França (5)
- Itàlia (4)
- Japó (5)
- Noruega (5)
- Txèquia (4)
- Suïssa (1)
- Ucraïna (1)

## Medaller
| Pos.  | País     | Or | Plata | Bronze | Total |
| 1     | Alemanya | 3  | 1     | 1      | 5     |
| 2     | Japó     | 0  | 1     | 0      | 1     |
| 2     | Noruega  | 0  | 1     | 0      | 1     |
| 4     | Àustria  | 0  | 0     | 2      | 2     |
| Total | Total    | 3  | 3     | 3      | 9     |

## Medallistes

### Homes
| Prova                                     | Or                                                                       | Plata                                                                     | Bronze                                                                 |
| Individual, trampolí llarg/10 km detalls  | Johannes Rydzek                                                          | Fabian Rießle                                                             | Eric Frenzel                                                           |
| Individual, trampolí normal/10 km detalls | Eric Frenzel                                                             | Akito Watabe                                                              | Lukas Klapfer                                                          |
| Equips, trampolí llarg/4 × 5 km detalls   | Alemanya Vinzenz Geiger · Fabian Rießle · Eric Frenzel · Johannes Rydzek | Noruega Jan Schmid · Espen Andersen · Jarl Magnus Riiber · Jørgen Graabak | Àustria Wilhelm Denifl · Lukas Klapfer · Bernhard Gruber · Mario Seidl |